# ソロール諸島
座標: 南緯8度25分 東経123度27分 / 南緯8.417度 東経123.450度
ソロール諸島（インドネシア語：Kepulauan Solor）は、インドネシアの諸島。
小スンダ列島の北東部を占めるものであり、フローレス島からアロール島（アロール諸島）までの東西に連なる島嶼を指す。フロレス海とサヴ海に挟まれる島嶼であり、南にあるティモール島などは含まれない。主な島として、フロレス島、アロール島、ロンブレン島などがある。
行政面では全域が東ヌサ・トゥンガラ州に含まれている。